# Violette (instrument de musique)
La violette est un instrument de musique du XVIe siècle. On pense que cet instrument ressemblait à un violon mais avec parfois seulement trois cordes, notamment avant le XVIIe siècle.
Le terme est ensuite utilisé comme un terme générique pour une variété d'instruments à cordes,, comme la viole, l'alto, la viola bastarda, la viola da braccio, la viole d'amour, la violette marine, la trompette marine, la viole de gambe, la viola pomposa, le violino piccolo, le violoncelle ou le violon.
La plupart des instruments de cette famille contenaient entre trois et huit cordes (également des cordes doubles comme pour la mandoline), avaient ou non des frettes, étaient construits avec des éclisses très étroites ou larges, et surtout pouvaient avoir des cordes sympathiques. Les cordes sympathiques (parfois également appelées cordes résonnantes) sont des cordes qui se trouvent sous les cordes ordinaires et vibrent, ou résonnent, en sympathie avec les cordes au-dessus d'elles lorsqu'elles sont jouées.
Selon le New Grove Dictionary of Musical Instruments, l'une des premières utilisation du terme vient de Giovanni Maria Lanfranco, un compositeur italien du XVIe siècle, qui utilise le terme « violette » dans l'un de ses livres intitulé Scintille di musica en 1533.